# Тёнсберг
Тёнсберг (норв. Tønsberg; исторически — Túnsberg) — город и муниципалитет в Вестфолд-ог-Телемарк, восточная Норвегия, расположен примерно в 102 километрах к юго-западу от Осло на западном побережье Осло-фьорда недалеко от его впадения в Скагеррак. Административным центром муниципалитета является город Тёнсберг - самый густонаселенный мегаполис в округе Вестфолд с населением 57 794 человек по состоянию на 2022 год. Площадь в 2020 году составляла примерно 107 квадратных километров (41 квадратная миля). Тёнсберг служит резиденцией губернатора округа Вестфолд-ог-Телемарк.
Тёнсберг считается старейшим городом Норвегии, основанным викингами в 9 веке. Тёнсберг  образован как муниципалитет 1 января 1838 года. Сельский муниципалитет Сем  объединен в муниципалитет Тёнсберг 1 января 1988 года. Соседний муниципалитет Ре  объединен в Тёнсберг 1 января 2020 года.
Здесь, на Замковой горе, находится крепость Тёнсберг, которая включает в себя руины Каструм Тунсбергис - крупнейшего замка Норвегии 13 века. Каждый июль в крепости Тенсберг проводится музыкальный фестиваль под открытым небом. В Тенсберге также находится Осебергский курган, где был раскопан Осебергский корабль 9-го века.

## География
Тёнсберг - город и муниципалитет в округе Вестфолд, на западном берегу Ослофьорда. Тенсберг расположен к северу от Фердера, к югу от Хортена и к северо-востоку от Сандефьорда. Это девятый по величине город Норвегии (по численности населения). Центр города расположен к северу от острова Неттерей. Помимо самого Тенсберга в муниципалитете также находятся деревни Баркокер и Сем. Деревня Осгордстранд частично находится в Тенсберге, хотя большая часть деревни расположена в муниципалитете Хортен.
Железнодорожный вокзал Тенсберга находится в 5-10 минутах ходьбы от главной площади в центре города, известной как Торвет. От главной площади несколько сотен метров по Радхусгатен до набережной Тенсберг Уорф ("Tønsberg Brygge"), где расположено большинство кафе, баров и ресторанов. К югу от Тенсберга находятся острова Неттерей и Тьеме, которые являются туристическими направлениями.
Самой высокой точкой Тенсберга является горный массив Ундрумсосен, высота которого составляет 145 метров (476 футов). Деревни Веар и Хогнес/Бьелланд  объединены в Тенсберг 1 января 2017 года. Соседний муниципалитет Ре  объединен в Тёнсберг 1 января 2020 года.

### Заповедники
На территории Тёнсберга находятся пять природных заповедников:

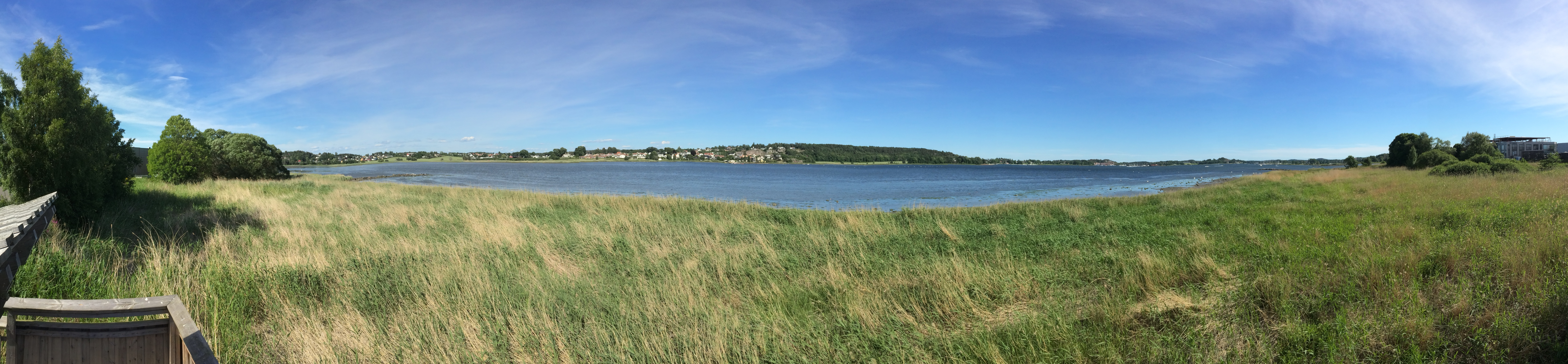
Природный заповедник Престередкилен.

- Акерсваннет (водно-болотное угодье), разделяемое с Сандефьордом
- Бликсекилен (водно-болотное угодье)
- Гуллькронене (лиственный лес)
- Илена (водно-болотное угодье)
- Престередкилен (водно-болотное угодье)

Это также заповедник растений в Карлсвике, целью которого является сохранение находящегося под угрозой исчезновения вида тонколистная водяная рябина (Oenanthe aquatica), редкого вида в Норвегии.

## Транспорт
Город обслуживается железнодорожной линией Вестфольдбанен, компанией VY, которая проходит по кругу через город, прежде чем добраться до станции Тёнсберг, так же автобусной компанией VKT, которая распространяет свою деятельность на всю фюльке Вестфолл.
Присутствует причал для яхт и катеров, который находится на побережье Осло-фьорда.

## Общая информация

### Название
Древнескандинавской формой названия был Тунсберг. Первый элемент - это родительный падеж tún (n), означающий огороженную территорию или сад. Последним элементом является berg (n), что означает гора. Первоначально название относилось к укреплениям на Слоттсфьеллете. В названии епархии, Тунсберг-биспедемме, сохранено старое написание.

### Герб
Герб представляет собой старую городскую печать, датированную 1349 годом. На печати изображена крепость Тенсберг, окруженная кольцевой стеной на горе с видом на море впереди. В воде перед крепостью также находится баркас. Вокруг печати надпись (на латыни): Это печать Тунсберга.

## История

### Древняя история
Тёнсберг - старейший город Норвегии, основанный Харальдом Прекрасноволосым в 9 веке. Он также был древней столицей Норвегии. Впервые город был упомянут современным писателем в 1130 году. Согласно Снорри Стурлусону, Тенсберг был основан до битвы при Хафрсфьорде, которая, согласно Снорри, произошла в 871 году. Однако, в каком году произошла битва, остается спорным, и большинство современных историков считают, что битва произошла ближе к 900 году. Однако, если битва действительно произошла в 871 году, это сделало бы Тенсберг одним из старейших нынешних скандинавских городов. Исходя из этого, в 1871 году отмечался 1000-летний юбилей города, а в 1971 году - 1100-летний юбилей. Археологические раскопки, проведенные в 1987-88 годах под руинами монастыря, выявили несколько могил викингов, которые послужили подтверждением более раннего возраста первоначального поселения.
Король или его уполномоченный проживал в старом королевском дворе в Сехейме, ныне Ярлсбергском поместье (Jarlsberg Hovedgård), и на ферме Хаугар (от древнескандинавскогослова haugr, означающего холм или курган), которая, как можно предположить, была местом рождения Тенсберга. Хаугар стал местом проведения Хаугатинга  и вторым по значимости местом провозглашения королей в Норвегии. Вероятно, это место было названо в честь двух курганов эпохи викингов, которые традиция связывает с двумя сыновьями короля Харальда I, Олафом Харальдссоном Гейрстадальфом, который был королем в Вестфолде ог Телемарк, и его сводным братом Сигредом Харальдссоном, королем Тронхейма. Предполагается, что оба они пали в битве при Хаугаре против своего сводного брата Эрика Кровавого топора и были похоронены на одном и том же месте.
Слоттсфьеллет (замковая гора), расположенная к северу от центра города, превратилась в почти неприступную природную крепость. В эпоху гражданской войны 12 века он был укреплен баглерами. Биркебайнеры осаждали его в течение 20 недель зимой 1201 года, прежде чем Баглерысдались. В 13 веке король Хаакон Хааконсонпостроил в Тенсберге замок, крепость Тенсберг. Город был уничтожен пожаром в 1536 году, но Тенсберг оставался одним из важнейших портовых городов Норвегии. Король Шотландии Яков VI остановился в Тенсберге по пути на встречу с Анной Датской Осло, и Дэвид Линдсей произнес проповедь 16 ноября 1589 года. Событие было зафиксировано нарисованной надписью в церкви, которая сохранилась в музее.

#### Вторая мировая война
Во время немецкой оккупации Норвегии во время Второй мировой войны недалеко от Тенсберга был построен концентрационный лагерь Берг. В 1948 году Тёнсберг стал кафедральным городом епархии Тунсберга (Tunsberg bispedømme), созданным после отделения округов Бускеруд и Вестфолд-ог-Телемарк от епархии Осло.

### Наше время
Сегодня Тёнсберг исполняет важные торговые и управленческие функции, а в летние месяцы становится одним из основных туристических центров Норвегии.

## В культуре
Тенсберг фигурировал в качестве локации в нескольких фильмах, в первую очередь в тех, действие которых происходит в Кинематографической вселенной Marvel (MCU). Впервые упоминается в фильме 2010 года «Железный человек 2» как место, находящееся под наблюдением Щ.И.Т.А В фильме 2011 года «Тор» установлено, что столетия назад Тенсберг был пунктом вторжения ледяных великанов из Йотунхейма", которые пытались завоевать Землю, прежде чем были побеждены Одином и силами Асгарда. Затем это можно увидеть в «Капитане Америка: Первый мститель», где Красный Череп приобретает Тессеракт в церкви. В фильме 2017 года "Тор: Рагнарек" Один выбирает город в качестве места своей смерти. В "Мстителях: Финал" город переименован в "Новый Асгард" и служит убежищем для асгардцев, переживших нападение Таноса во время событий "Войны бесконечности", лидером которых была Валькирия. В "Тор: Любовь и гром"Новый Асгард стал туристической достопримечательностью, но страдает от политических потрясений в результате дискриминации правительств Земли в отношении существ из другого мира. Рейд Гидры на Тенсберг также воссоздан в первом эпизоде "Что, если...?", хотя это происходит намного позже, чем в "Капитане Америка: Первый мститель".
Тенсберг также фигурирует в дополнении 2010 года к игре Mount and Blade: Warbandот Viking Conquest в качестве столицы королевства Нортвегр.

## Известные жители

### Члены королевской семьи
- Бьерн Фарман (умер ок.930) король Вестфолда, основал Тенсберг
- Магнус VI Норвежский (1238-1280) король Норвегии (как Магнус VI) с 1263 по 1280
- Маргарет, норвежская дева (1283-1290), назначенная королевой Шотландии с 1286 Маргарет Норвежская Дева

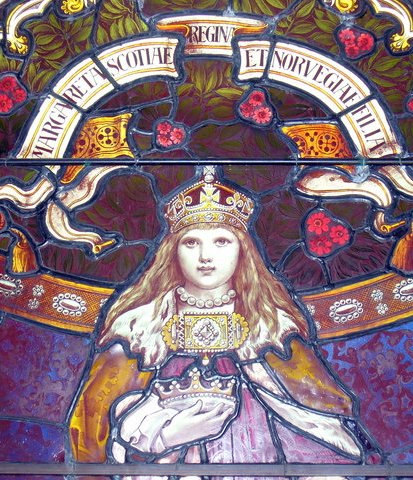
Маргарет Норвежская Дева

- Эльза Верринг (1905-1989) - норвежская королевская хозяйка и главная придворная хозяйка с 1958 года

#### Государственная служба и бизнес
- Сесилия Кристин Шеллер (1720-1786) светская львица, построила Штифтсгорден, королевскую резиденцию
- Карл Петер Столтенберг (1770-1830) купец и представитель. в Норвежском учредительном собрании Карл Петер Столтенберг, 1820

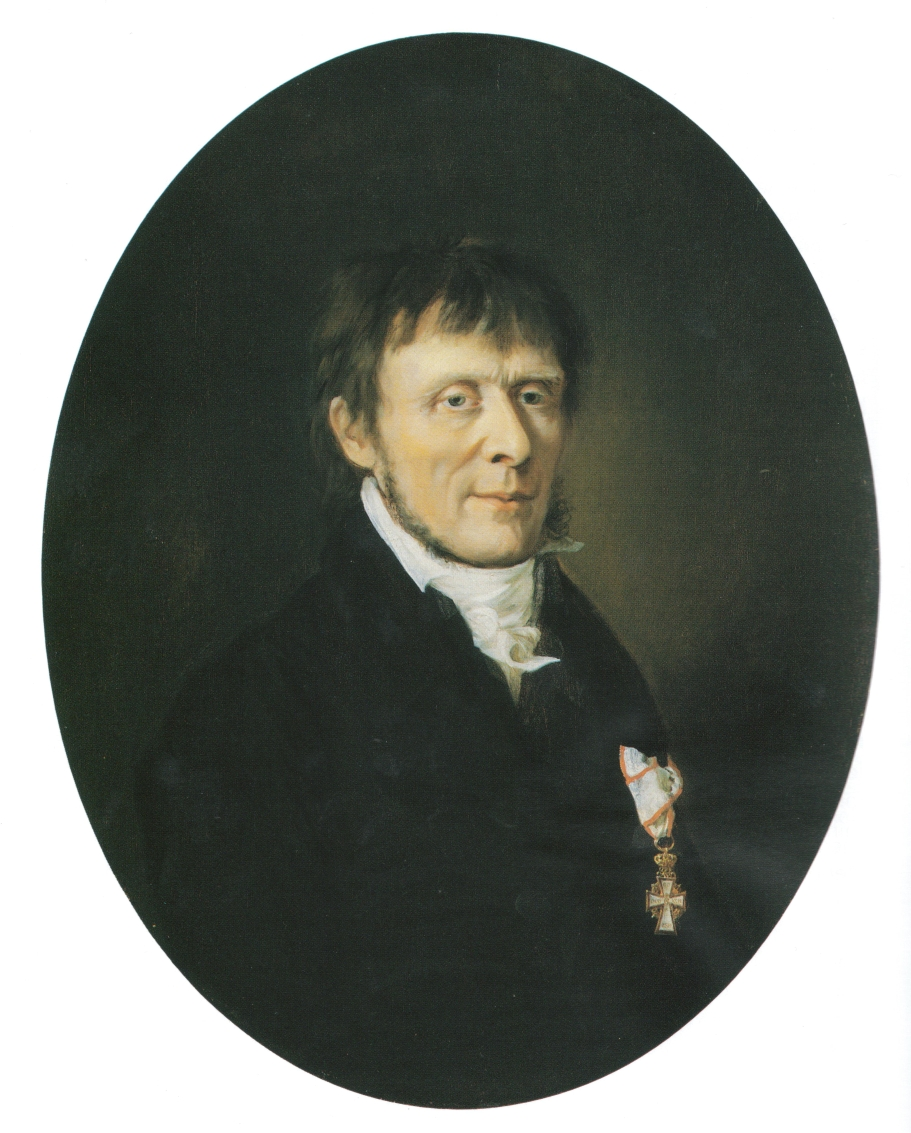
Карл Петер Столтенберг, 1820

- Адриан Бенджамин Бентзон (1777-1827) губернатор Датской Вест-Индии с 1816 по 1820 год
- Грегерс Винтер Вульфсберг (1780-1846) юрист и представитель. в Норвежском учредительном собрании
- Свен Фойн (1809-1894), магнат судоходства и китобойного промысла, ввел в Вестфолде герметизацию
- Йохан Хенрик Дитрихс (1809-1886), торговец и мэр города
- Йохан Свердруп (1816-1892), либеральный политик, премьер-министр Норвегии с 1884 по 1889 год
- Вильгельм Вильгельмсен (1839-1910), магнат судоходства, основатель Wilh. Судоходная компания Вильгельмсена
- Хенрик Йохан Булл (1844-1930), китобой и первый исследователь Антарктики
- братья Петер Кристоферсен (1845-1930) и Серен Андреас Кристоферсен (1849-1933) дипломаты в Аргентине
- Нильс Йохан Фейн (1860-1945), метеоролог
- Аксель Туэ (1863–1922), Норвежско-американский математик
- Дитлеф Хвистендаль Кристиансен (1865-1944) норвежец Судья Верховного суда, 1911/1936

##### Спорт
- Яльмар Андерсен (1923-2013) конькобежец, три золотые медали на зимних Олимпийских играх 1952
- Ронни Йонсен (род. 1969), бывший футболист, выступающий за "Манчестер Юнайтед", провел 384 матча за клуб и 62 - за "Норвегию", живет в Тенсберге.
- Линда Серуп-Симонсен (род. 1969) - морячка, командный золотой призер летних Олимпийских игр 1992
- Андерс Аукланд (род. 1972) - лыжник, командный золотой призер зимних Олимпийских игр 2002
- Руне Монстад (родился в 1973 году), известный как байкер-викинг, норвежский велосипедист, объехавший весь мир на 27-скоростном горном велосипеде Gekko с 2005 по 2010 год.
- Мортен Хаген (род. 1974) - норвежский профессиональный игрок в гольф
- Кристине Дювхольт Хавнас (родилась в 1974 году) - бывшая норвежская гандболистка, серебряный призер командных летних Олимпийских игр 1992 года и бронзовый призер командных летних Олимпийских игр 2000 года..
- Тонье Ларсен (род. 1975) - норвежская гандболистка, чемпионка Олимпийских игр в отставке
- Олаф Туфте (род. 1976) - гребец, пожарный и фермер; обладатель четырех олимпийских медалей
- Джон Арне Риисе (род. 1980), бывший футболист "Ливерпуля", провел 546 матчей за клуб и 110 - за "Норвегию", живет в Тенсберге.
- Эспен Бугге Петтерсен (род. 1980) - бывший футбольный вратарь, сыгравший за 440 клубов
- Лиза-Мари Вудс (род. 1984) - норвежская профессиональная футболистка, полузащитница
- Кьетил Борх (род. 1990) - чемпион мира по академической гребле, бронзовый призер командных летних Олимпийских игр 2016
- Магнус Карлсен (родился в 1990), шахматный гроссмейстер, & Чемпион мира по шахматам  Магнус Карлсен, 2023

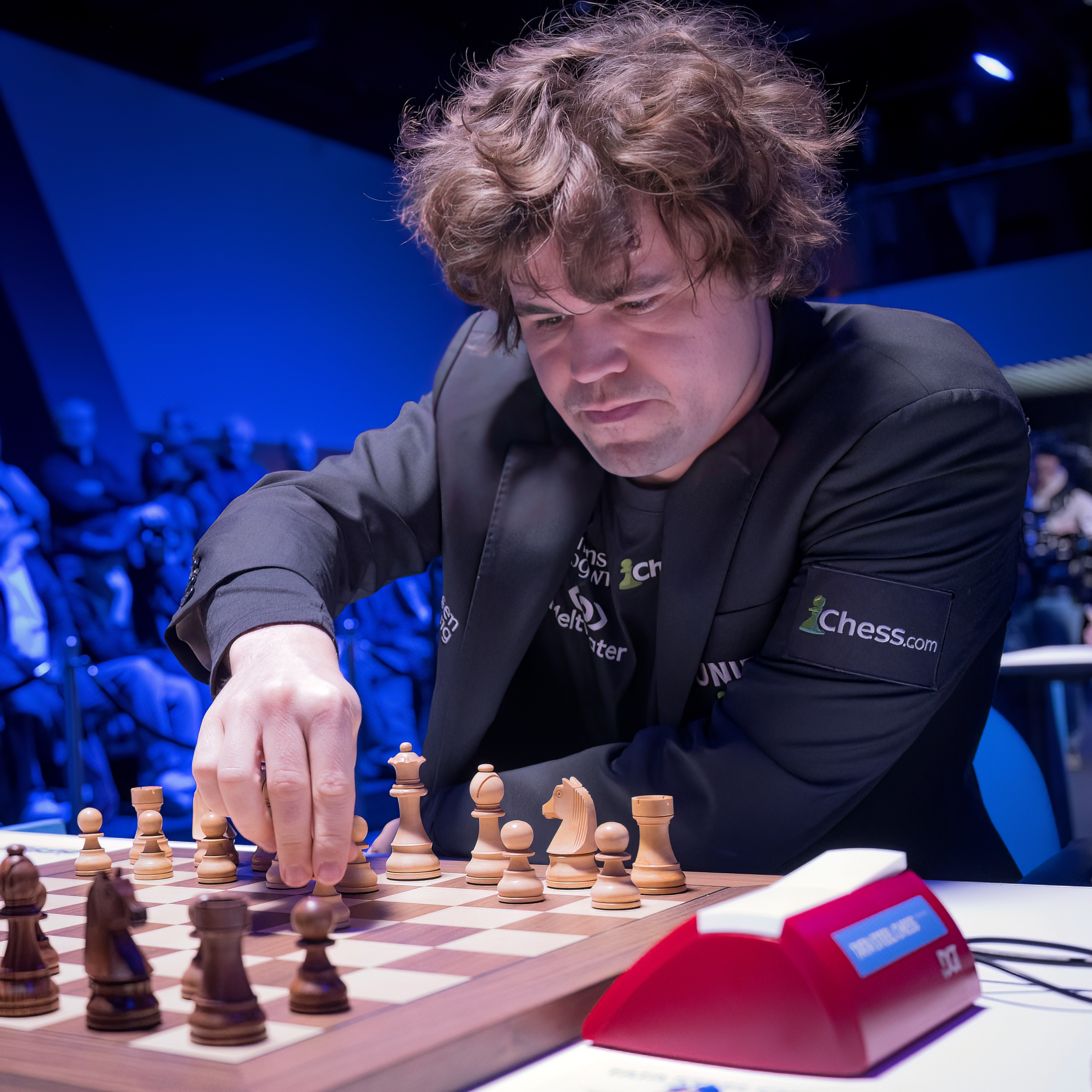
Магнус Карлсен, 2023

- Анине Рабе (род. 1992), бывшая норвежская фигуристка
- Али Сроур (род. 1994), известный как "Принц" Али, ливанский боксер-профессионал из Тенсберга

## Города-побратимы
- Коваррубиас, Испания
- Эвора, Португалия
- Исафьордюр, Исландия
- Йоэнсуу, Финляндия
- Ламия, Греция
- Линчёпинг, Швеция
- Равенна, Италия
- Шпайер, Германия[5]
- Уотерфорд, Ирландия

## Галерея

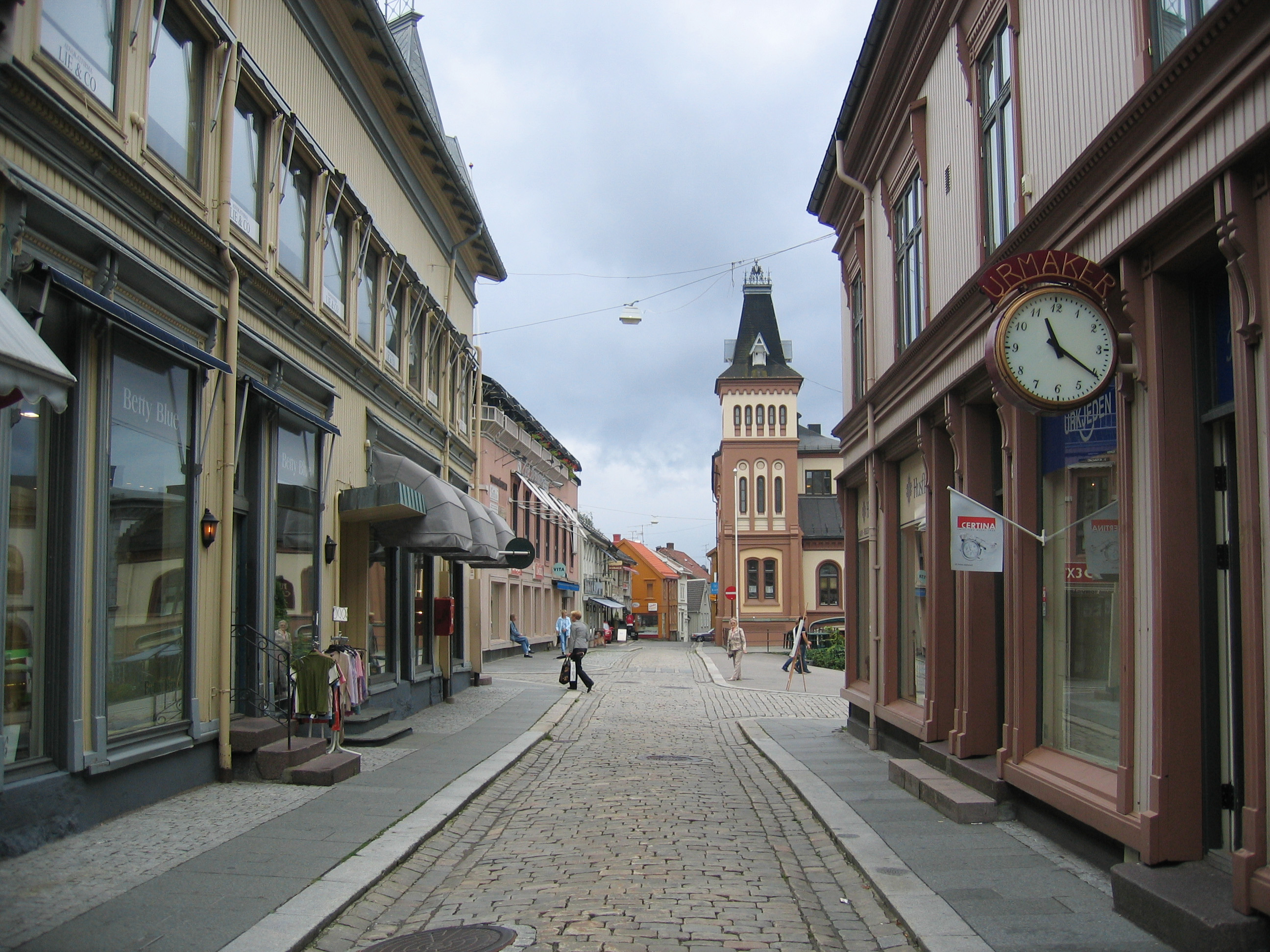
Центральная улица
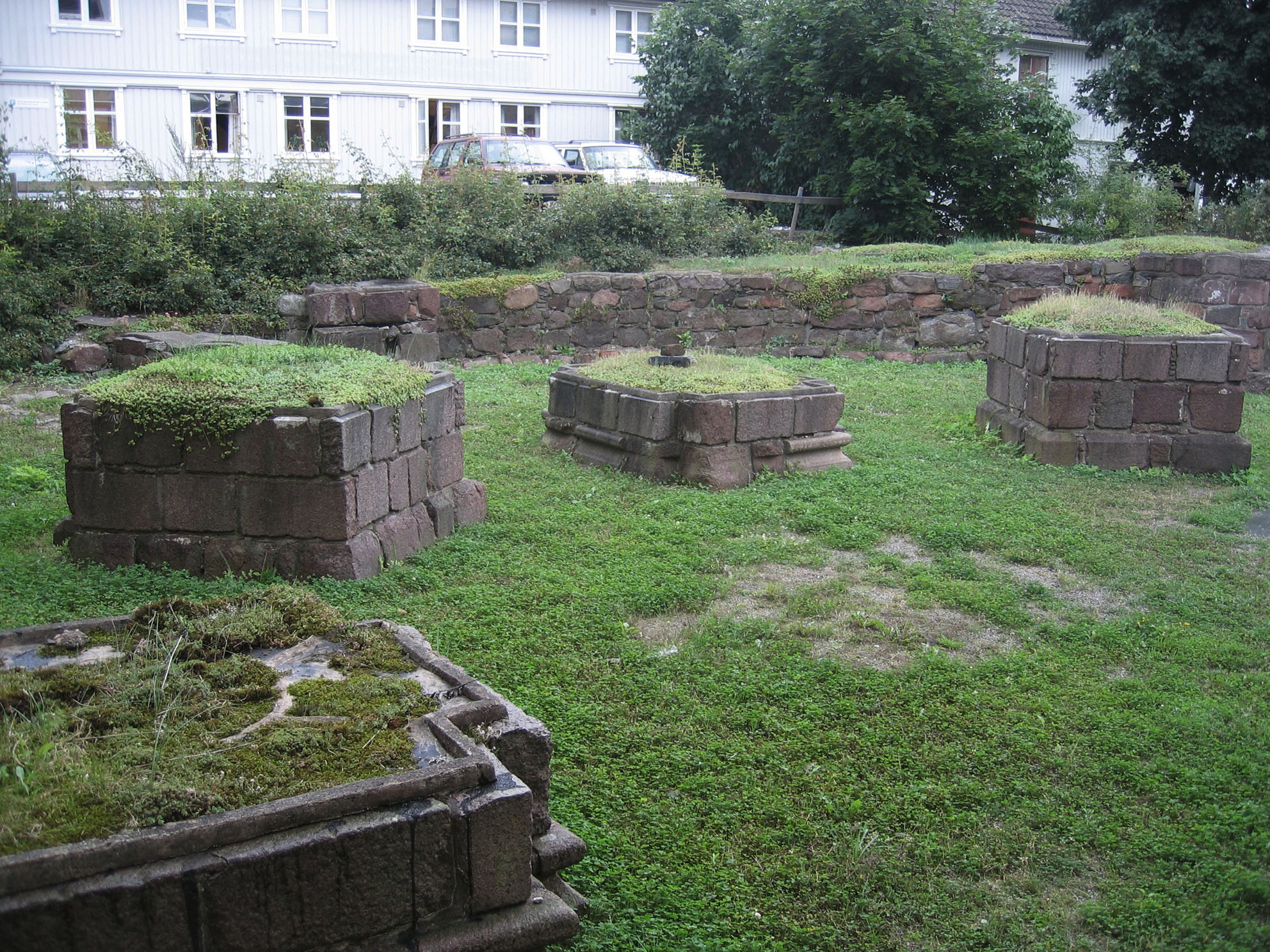
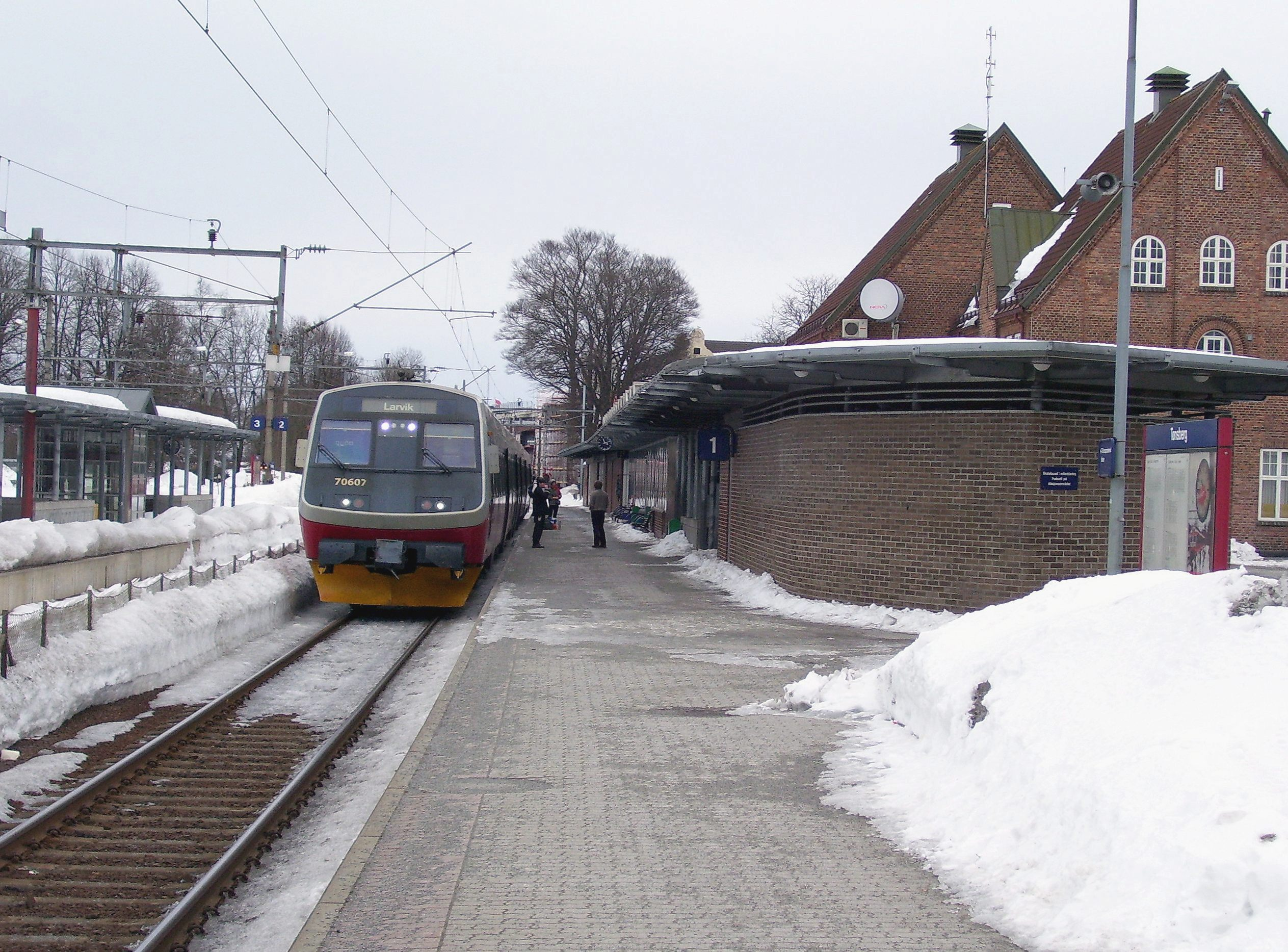
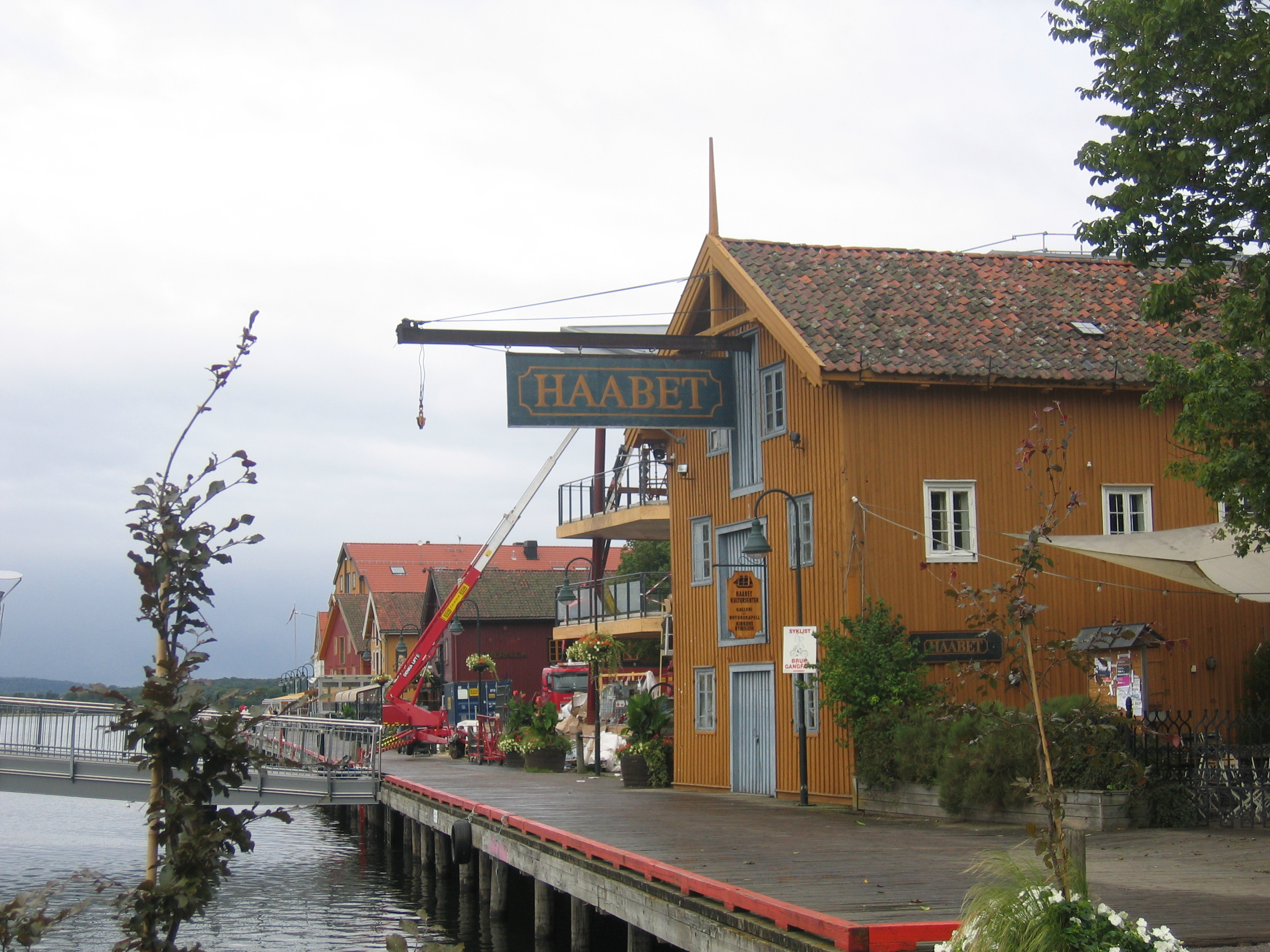
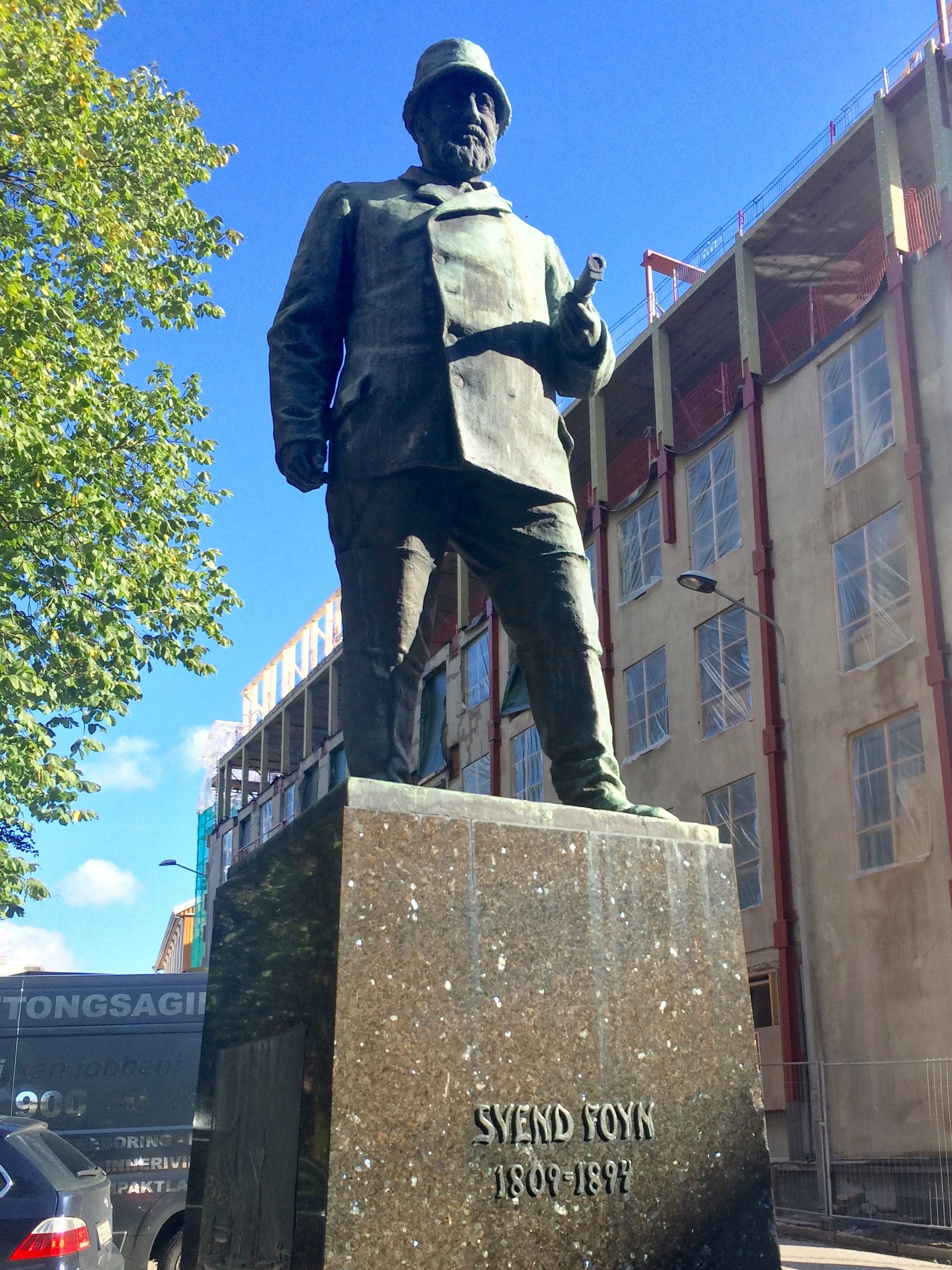
Памятник Фойну